# Anticarsia suffervens
Anticarsia suffervens là một loài bướm đêm trong họ Erebidae.